# Голубівка (Ізюмський район)
Голубівка — колишнє селище в Україні, підпорядковувалося Бугаївській селищній раді Ізюмського району Харківської області.
Дата зникнення невідома, між 1972 та 1986 роками.
Село знаходилося на 2 км східніше Розсохуватого, у балці, по якій тече пересихаючий струмок, що є одним з витоків Горохуватка, поруч розташований лісовий масив.

## Принагідно
- Прадідівська слава